# Из жизни марионеток
«Из жизни марионеток» (нем. Aus dem Leben der Marionetten) — художественный фильм режиссёра Ингмара Бергмана 1980 года, снятый им по собственному сценарию.

## Сюжет
Это необычный для Бергмана фильм, созданный в жанре криминально-психологической драмы, насыщенный эротическими сценами и психоаналитическим содержанием. Фильм представляет собой расследование убийства и, одновременно, выявление истории болезни главного героя.
Фильм открывается шокирующей сценой убийства проститутки: главный герой, молодой человек довольно приятной наружности, встречается с проституткой в борделе ночью, сначала проявляет к ней нежность, но вдруг вспыхивает агрессией, затем ловит её, душит и овладевает ею.
Дальнейший ход картины — ретроспективное расследование психологических причин убийства с точки зрения разных людей.
Сюжет фильма разделён на несколько частей текстовыми вставками, как книга на главы и имеет пролог и эпилог, причём сами эпизоды расположены не в хронологической последовательности. Часть событий происходит до «катастрофы» (так автор называет убийство девушки), другая часть — после неё.
В прологе фильма происходит сама сцена убийства, в которой главный герой фильма Питер Егерманн убивает в борделе стриптизёршу Катарину Крафт, с которой он только что познакомился и остался провести ночь.
Следующая часть — это сцена допроса следователем профессора психиатрии Могенса Йенсена, который первым прибыл на место преступления по телефонному звонку самого Питера Егерманна, ранее обращавшегося к нему со своими проблемами. Профессор сообщает, что две недели тому назад Питер обратился к нему с жалобами на проблемы в семье, неудовлетворённость сексуальной стороной супружеских отношений и постоянно преследовавшее его навязчивое желание убить свою жену Катарину, перерезав ей горло бритвой в момент интимной близости. Но во всех откровениях Питера присутствует некая двойственность — с одной стороны ему нравится заниматься сексом со своей женой, с другой стороны он признаёт, что это уже давно не приносит ему желаемых ощущений и т. п.
Профессор не придаёт должного значения словам Питера и вместо медикаментозного лечения рекомендует ему лишь прогулки на свежем воздухе. Питер делает вид, что уходит, но сам прячется в кабинете и следит за дальнейшими действиями профессора. Тот сразу же звонит по телефону жене Егерманна и просит её немедленно приехать к нему. После её приезда он пытается поговорить с ней о проблемах в интимной жизни супругов, но Катарина не хочет проявлять откровенности на эту тему. Профессор даже пытается завязать с ней роман, предлагает совместную поездку в Тунис, но Катарина категорически отказывает ему, заявляя, что любит только своего мужа. Когда она уже собирается уходить, профессор всё же говорит ей о том, что существует определённая вероятность нападения на неё со стороны мужа.
Следующая часть — показания матери Питера. В них говорится о том, что в детстве у него было множество различных страхов (фобий), некоторые из которых так полностью не исчезли. Из семейных проблем она отмечает лиши то, что в семье её сына нет детей, и что виновата в этом его жена. Она не скрывает своего отрицательного отношения к Катарине и считает, что Питер находится в слишком сильной психологической зависимости от своей жены.
Далее следуют показания (точнее, откровения) жены Питера Катарины. Они во многих моментах столь же двойственны, как и откровения самого Питера. С одной стороны она считает свой брак в целом счастливым, даже интимные отношения с мужем её в целом устраивали, но с другой стороны она признаёт, что все чувства, которые были между ними, остались в далёком прошлом, и их теперешние отношения в браке не более чем попытка сохранить лишь видимость счастливой семьи в глазах окружающих. Каких-либо особых проблем в своих взаимоотношениях с мужем она не видит. Основные проблемы их брака — отсутствие детей и постоянная конфронтация с матерью Питера, которая с самого начала не одобряла их брак. Но Катарина уже давно свыклась с этим и стала воспринимать, как должное. В трудные моменты она привыкла полностью уходить в свою работу, либо «глушить проблемы» алкоголем.
Каких-либо признаков агрессивности в поведении своего мужа она прежде не замечала, за исключением недавней попытки самоубийства, когда Питер хотел спрыгнуть с крыши высотного дома, в котором была их квартира. Её отношения с мужем окончательно обостряются после того, как она отказывается идти с ним на званный обед к его матери и вместо этого окончательно напивается в баре. Питер оставляет её там и один уезжает к своей матери.
Из бара Катарину забирает её старый друг и компаньон по модельному бизнесу Тим и отвозит к себе в квартиру. Он имеет нетрадиционную сексуальную ориентацию, поэтому он общается с Катариной как женщина со своей подругой. Тим испытывает глубокую эмоциональную депрессию из-за того, что его недавно оставил его молодой друг и любовник, с которым у него были длительные отношения. Он долго и внимательно рассматривает в зеркале своё лицо и пытается найти причины своих проблем в том, что он постарел и утратил внешнюю привлекательность. Тим говорит Катарине о том, что после ухода его любовника Мартина жизнь утратила для него всякий смысл, и что теперь он иногда ходит на железнодорожный вокзал и знакомится там с сомнительными мужчинами нетрадиционной ориентации, только надеясь на то, что кто-нибудь из них однажды свернёт ему шею.
Катарина рассказывает Тиму о проблемах своих взаимоотношений с мужем и его матерью. Несмотря на то, что они с Питером в браке уже более 12 лет, его мать так и не смогла принять выбор сына и даже не пытается скрыть своей неприязни к Катарине. Ситуация усугубляется тем, что у них с Питером нет детей. Тим её внимательно выслушивает, но по его поведению чувствуется, что его мысли заняты только его же собственными проблемами.
В своих показаниях следователю Тим неожиданно признаёт часть своей вины за произошедшее убийство, потому что именно он специально познакомил Питера с Катариной Крафт (Ка) — стриптизёршей, оказывающей интимные услуги, и то, что он сделал это специально, чтобы окончательно разрушить брак Питера. Когда следователь задаёт ему вопрос, с какой целью он всё это затеял, Тим откровенно отвечает, что таким способом собирался получить Питера в качестве своего любовника, а стриптизёрша была выбрана им в качестве «промежуточного варианта», потому что она была чем-то похожа на жену Питера.
В эпизоде, предшествующему эпилогу фильма, следуют кадры, предшествующие сцене убийства. В них показано, как Питер смотрит выступление стриптизёрши Катарины Крафт на подиуме, выполненном в виде огромной кровати, затем он договаривается с хозяином заведения о том, чтобы остаться с ней на всю ночь до утра. Но после того, как они остаются одни, он внезапно изменяет своё решение, оставляет девушке деньги, даже ни разу не дотронувшись до неё, и пытается уйти. Но оба выхода из заведения уже закрыты на ключ, и до утра их никто не откроет. Тогда Петер снова смотрит на обнажённую грудь девушки, на ожерелье на её шее, сделанное из металлических пластин, похожих на бритвенные лезвия, выражение его лица меняется, и он достаёт из кармана складную бритву.
В эпилоге фильма профессор психиатрии Могенс Йенсен диктует заключение по делу Питера Егерманна. В качестве основных причин произошедшей трагедии он называет латентную гомосексуальную ориентацию Питера, в которой он не имел возможности никому признаться, даже самому себе. Кроме того, профессор отмечает зависимость своего пациента от властной матери, отсутствие мужского воспитания, так как Петер рос без отца, то, что он выбрал в жены женщину с властным и независимым характером, во многом напоминающем ему его мать и т. п.
В качестве самого «пускового момента», послужившего толчком к убийству, профессор считает некоторую внешнюю схожесть между жертвой и женой Питера, что у них были одинаковые имена, или даже то, что на ней было ожерелье из металлических пластин, похожих на лезвия от бритвы. Значительную роль сыграло в этом и само место, в котором было совершено преступление. Если в самой повседневной жизни героя присутствует множество запретов и ограничений, которые он никогда не решился бы нарушить, то в борделе эти моральные нормы и правила перестают действовать. В общем, последним толчком к выходу агрессии могло послужить что угодно.
В заключительных кадрах фильма Катарина смотрит через окно в двери палаты на Питера, который почти утратил связь с окружающим его реальным миром. Медсестра сообщает ей, что Питер не читает ни книг, ни газет, не смотрит телевизор, не слушает радио и не разговаривает ни с кем из персонала. Но он тщательно следит за собой и своей внешностью, сам заправляет свою кровать, убирается в палате. Иногда он играет сам с собой в шахматы. Но несмотря на то, что он сам запер себя в своём внутреннем мире, его склонность к агрессивному поведению всё ещё сохраняется.
Фильм поднимает и затрагивает сразу несколько серьёзных психологических и социальных проблем — кризис супружеских отношений, неудовлетворённость собственной сексуальной жизнью, проблемы, связанные с нетрадиционной сексуальной ориентацией, двойственность моральных ценностей и бездушие буржуазного общества и многие другие.

## Психологические проблемы главных героев фильма

### Проблемы Питера Егерманна
Хотя главным героем фильма формально является Питер Егерманн, но на самом деле он не более чем марионетка, которую дёргают за ниточки в течение всей его жизни. Изначально «кукловодом» была его мать, жёсткая и властная женщина. Питер по-прежнему зависим от неё, хотя и не хочет этого признавать. Желая избавиться от этой зависимости, он женится на Катарине, хотя его мать изначально не одобряет этот выбор. Но Катарина — это своего рода «клон» его матери, который он выбрал на подсознательном уровне. Это и является одной из причин его навязчивого желания убить свою жену. Своё желание окончательно освободиться от влияния матери он переносит на Катарину, которая во многом на неё похожа. Сама же Катарина не является «кукловодом» для Питера, ей это просто не нужно. Поэтому роль «кукловода» берёт на себя Тим. Он догадывается о скрытых гомосексуальных наклонностях Петера и пытается разыграть сложную многоходовую комбинацию с целью заполучить Питера в качестве своего любовника. Для этого он знакомит его со стриптизёршей Катариной Крафт, которая немного внешне напоминает жену Питера. Таким образом он рассчитывает окончательно разрушить его брак. Опытная «жрица любви» должна узнать и воплотить самые тайные сексуальные желания Питера. Лишь после его полного сексуального раскрепощения Тим может осмелиться предложить Питеру вступить с ним в интимную связь. Но Тим даже не предполагает, что самым сильным желанием Питера было желание перерезать горло своей жене в момент интимной близости. Бордель — это именно то место, в котором люди пытаются воплотить свои тайные сексуальные желания и фантазии, которые они не решаются реализовать в стеснённых рамках супружеских отношений. Именно так поступает Питер. Он до последнего пытается противостоять своему навязчивому желанию убить для получения сексуального удовлетворения.
Основным источником неудовлетворённости своей повседневной жизнью сам Питер называет наступившую у него «пресыщенность» всем, которая вызывает у него отвращение абсолютно ко всему.
Основные причины, которые указывает в своём отчёте профессор Могенс Йенсен — это то, что на протяжении всей своей жизни Питер был вынужден быть не самим собой, а тем, кого хотели видеть в нём окружающие его люди, при этом его собственные желания и эмоции постоянно подавлялись им же самим. Напряжение годами накапливалось внутри и неизбежно должно было выплеснуться наружу. В результате в его сознание сформировалось убеждение в том, что «Для того, чтобы полностью обладать кем-либо, необходимо сначала его убить. Чтобы полностью обладать самим собой, нужно сначала убить себя». Этот вывод полностью объясняет и причины попытки самоубийства Питера, и то, что сразу после убийства девушки он овладевает сзади её уже мёртвым телом и совершает с ним половой акт.

### Проблемы Тима
Психологические проблемы этого персонажа не менее значимы и сложны, чем проблемы самого Питера. Тим имеет нетрадиционную сексуальную ориентацию. Он признаёт, что он — гей, и уже это само по себе лишает его многих радостей жизни, доступных обычным людям. Он переживает от того, что не может иметь детей, даже приёмных. От него уходит его друг и любовник Мартин, потому что находит себе более молодого сексуального партнёра. Основную причину этого он видит в том, что состарился и потерял внешнюю привлекательность. В своём разговоре с Катариной он признаётся, что постоянно нуждается в интимной близости с кем-либо и ради этого готов рисковать своей жизнью, знакомясь на вокзале с «опасными людьми» нетрадиционной ориентации.
Он ненавидит Катарину за то, что она могла бы иметь детей, но сама этого не захотела, предпочтя этому свой модельный бизнес. Ещё он ненавидит её за то, что ей принадлежит Питер, но она не может, даже не пытается сделать его счастливым. Поэтому Тим поступает как классическая «плохая подруга», пытаясь отбить у неё мужа, воспользовавшись возникшими семейными проблемами. Поскольку это он не может сделать напрямую, он разыгрывает сложную многоходовую комбинацию и привлекает для этого свою знакомую стриптизёршу Катарину Крафт, выступающую под псевдонимом Ка. Это своего рода уменьшенная и упрощённая копия Катарины, подготовленная им для совращения Питера. Но его тщательно продуманный план не срабатывает и приводит к трагедии. Поэтому Тим признаёт на допросе у следователя часть своей вины за гибель девушки.

### Проблемы жены Питера Катарины
В своём разговоре с Тимом Катарина признаёт, что начинает сожалеть о том, что они с Питером так и не решились завести детей. По её словам, «Для меня ребёнком всё это время являлся сам Питер, также, как я была ребёнком для него». Этим она фактически признаёт, что заняла для Питера роль его матери. Желание жить для себя, для своей карьеры её устраивало в течение всего времени их брака, но в последнее время она стала всё чаще задумываться, правильно ли она поступала все эти годы.
Другая её проблема — это постоянная конфронтация с матерью Питера. Она началась с самого начала их брака и со временем только нарастала. Мать Питера изначально не одобряла выбор своего сына, считая, что Катарина сама женила его на себе и с тех самых пор им просто манипулирует. В последнее время Катарина практически перестала скрывать свою неприязнь к матери Питера, что окончательно накалило и без того непростую ситуацию.
Ещё одна существенная проблема — это то, что Катарина уже давно не получает удовлетворения от сексуальных отношений, причём не только со своим мужем, но и с мужчинами вообще. В этом она сама признаётся Питеру в сцене, последовавшей после его попытки самоубийства. Но несмотря на все эти проблемы, она сохраняет тёплые чувства по отношению к своему мужу даже после произошедшей трагедии, в которой чувствует часть своей вины.

### Проблемы матери Питера Корделии Егерманн
До замужества она была актрисой театра, но выйдя замуж, была вынуждена оставить сцену под давлением своего мужа — жёсткого и властного человека. Даже после его смерти она не смогла, или не захотела от этого освободиться. Будучи вынужденной полностью посвятить себя домашним делам и воспитанию детей (у Питра есть старший брат и сестра, которая младше него на 3 года), Корделия решила реализовать свои амбиции через своих детей, сделав их успешными людьми. Это у неё получилось, старший брат Питера стал адвокатом, сам Питер руководит крупной промышленной корпорацией, его сестра удачно вышла замуж. Но после того, как её дети обзавелись собственными семьями, она осталась совсем одна в огромном доме, который уже давно стал разрушаться.
Жена Питера даёт очень ёмкое определение этому дому, называя его «крысоловкой», а саму Корделию называет «гниющим памятником тирании её мужа». Поэтому мать Питера и ведёт непрекращающуюся «войну» за Питера с его женой, надеясь подольше удержать возле себя самого зависимого от неё из всех своих детей. Это ей отчасти удаётся, Катарина постепенно сдаёт позиции, и Питер продолжает приходить к ней теперь уже без неё, помогает матери деньгами, выделяя значительную сумму на ремонт особняка. В одной из заключительных сцен фильма Катарина навещает Корделию в её особняке. В разговоре с ней мать Питера признаётся, что уже несколько недель не может заставить себя выйти за порог дома даже для того, чтобы прогуляться по саду. У неё развивается агорафобия. Любимый дом действительно стал для неё «крысоловкой», которая захлопнулась..
В этой сцене не то, чтобы эти две женщины наконец примерились и простили друг друга. Скорее, они обе чувствуют себя отчасти виноватыми в том, что произошло с Питером.

### Образ Катарины Крафт (Ка)
Хотя этот образ можно считать эпизодическим, но он тщательно психологически проработан автором. Это далеко не «безликая жертва», смерть которой не должна вызывать особых сожалений ввиду не совсем уважаемого рода её деятельности. Ка — своего рода актриса, помогающая своим клиентам воплотить их самые тайные интимные желания. Ей даже удаётся установить психологический контакт с Питером. Но его поведение внезапно меняется и пугает её. Она пытается убежать и спрятаться, но он находит её и убивает.

### Позиция автора фильма
Фильм Ингмара Бергмана «Из жизни марионеток» своего рода «обвинительное заключение» в адрес современного ему буржуазному обществу, пропагандирующему культ «успешности», но при этом окончательно лишающем людей души. Именно об отсутствии у них души, только в разных сценах и разными словами говорят главные герои этого фильма. Все они вполне успешные с точки зрения общества люди, имеющие материальный достаток, сделавшие карьеру, добившиеся положения в обществе, и при этом каждый из них по-своему несчастен. Хотя главный герой фильма Питер Егерманн и совершает убийство, но он сам скорее, такая же жертва, как и все остальные герои этого фильма, нежели злодей, маньяк-убийца. Настоящим злодеем предстаёт само общество, лишающее людей души и превращающее их в марионеток, заложников успешности, достатка и мнения окружающих.

## В ролях
- Роберт Атцорн — Питер Егерманн
- Хайнц Беннет — Артур Бреннер
- Мартин Бенрат — Могенс Йенсен
- Тони Бергер — охранник
- Кристин Бухеггер — Катарина Егерманн
- Гэби Дохм — секретарша
- Эрвин Фабер
- Лола Мютель — Корделия Егерманн
- Рут Олафс — няня
- Карл-Хайнц Пельсер — следователь
- Рита Руссек — Ка
- Вальтер Шмидингер — Тим